# Auguste Poitevin
Auguste Poitevin (* 5. Juli 1819 in La Fère; † 12. August 1873 ebenda) war ein französischer Bildhauer.

## Leben
Poitevins war er ein Schüler der Bildhauer François Rude und Etiènne Hippolyte Maindron. Bildwerke von seiner Hand befinden sich vor allem in französischen Museen in Amiens, Fécamp und Nancy, aber auch im Heeresgeschichtlichen Museum in Wien. Er war auf mehreren Ausstellungen vertreten, so beispielsweise im Pariser Salon von 1849 mit einer Figurengruppe, die um den zerbrochenen Mast des Schiffes Le Vengeur (1794) platziert darstellt ist. Dieses Werk war ebenfalls neben einer Büste von Georges-Louis Leclerc de Buffon in einer Ausstellung im Palais des Tuileries zu sehen. Zu dieser Zeit wohnte Poitevin in der Rue du Faubourg-du-Temple Nr. 63. Er hatte einen Sohn Auguste-Flavien Poitevin, der in Paris geboren wurde und ebenfalls Bildhauer wurde. Dieser wurde von seinem Vater ausgebildet. Ein weiterer seiner Schüler war Gustave Joseph Debrie (* 17. September 1842 in Paris).

## Werke (Auszug)

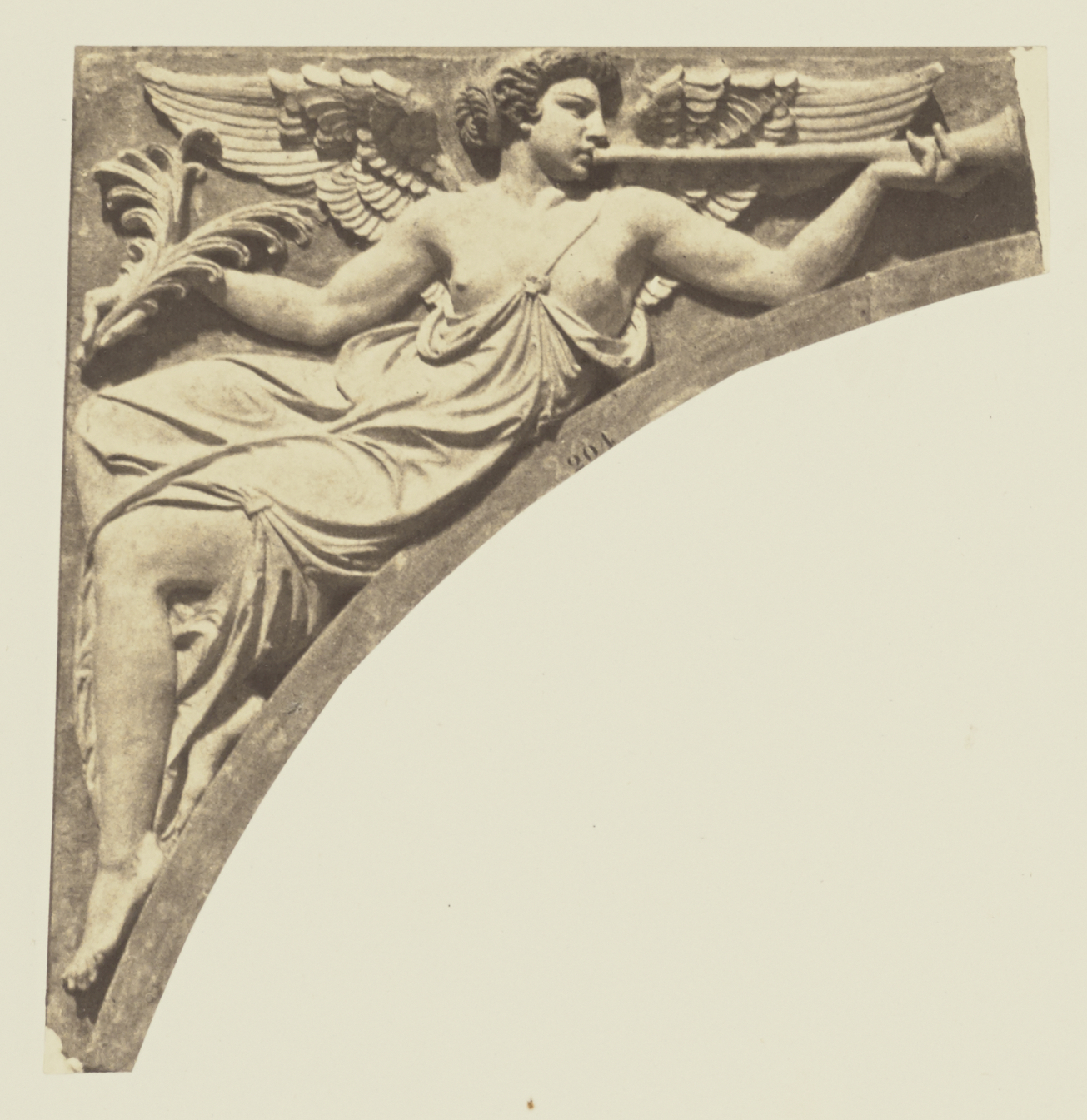

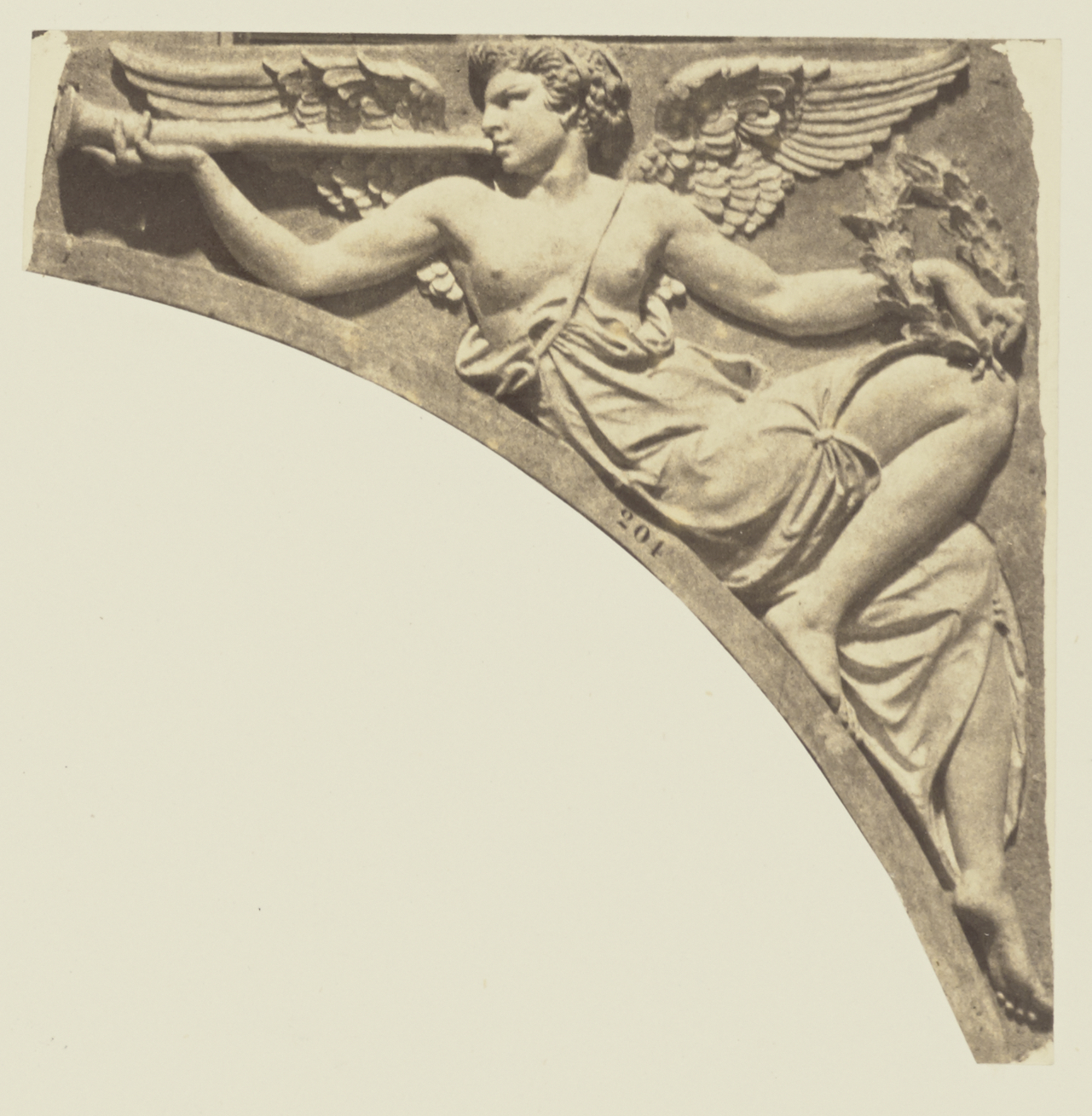

- Statuette Souvenierts de Crimée, 1855, Zinnhohlguss, 21,5 × 22 × 52,5 cm, Heeresgeschichtliches Museum, Wien
- Statuette Souvenierts de Crimée, 1855, Zinnhohlguss, 27 × 20,5 × 60 cm, Heeresgeschichtliches Museum, Wien
- Statue Cavalier, Bronzehohlguss, 86 × 30 cm[9]
- Statue Don Cesar – For God and King, Bronzehohlguss[10]